# Liubarska Huta, Baranivka
Liubarska Huta (în ucraineană Любарська Гута) este un sat în așezarea urbană Dovbîș din raionul Baranivka, regiunea Jîtomîr, Ucraina.

## Demografie
Componența lingvistică a localității Liubarska Huta
     Ucraineană (100%)
Conform recensământului din 2001, toată populația localității Liubarska Huta era vorbitoare de ucraineană (100%).